# Pexonne
Pexonne est une commune française située dans le département de Meurthe-et-Moselle en région Grand Est.

## Géographie

### Localisation
Le territoire de la commune est limitrophe de ceux de six communes :
| Sainte-Pôle | Fenneviller | Badonviller   |
| Vacqueville | Pexonne     | Pierre-Percée |
|             | Neufmaisons |               |

### Hydrographie
La commune est dans le bassin versant du Rhin au sein du bassin Rhin-Meuse. Elle est drainée par le ruisseau de Salmonru, le ruisseau de Vane, le ruisseau des Grands Pres et le ruisseau du Vieux Pre,.

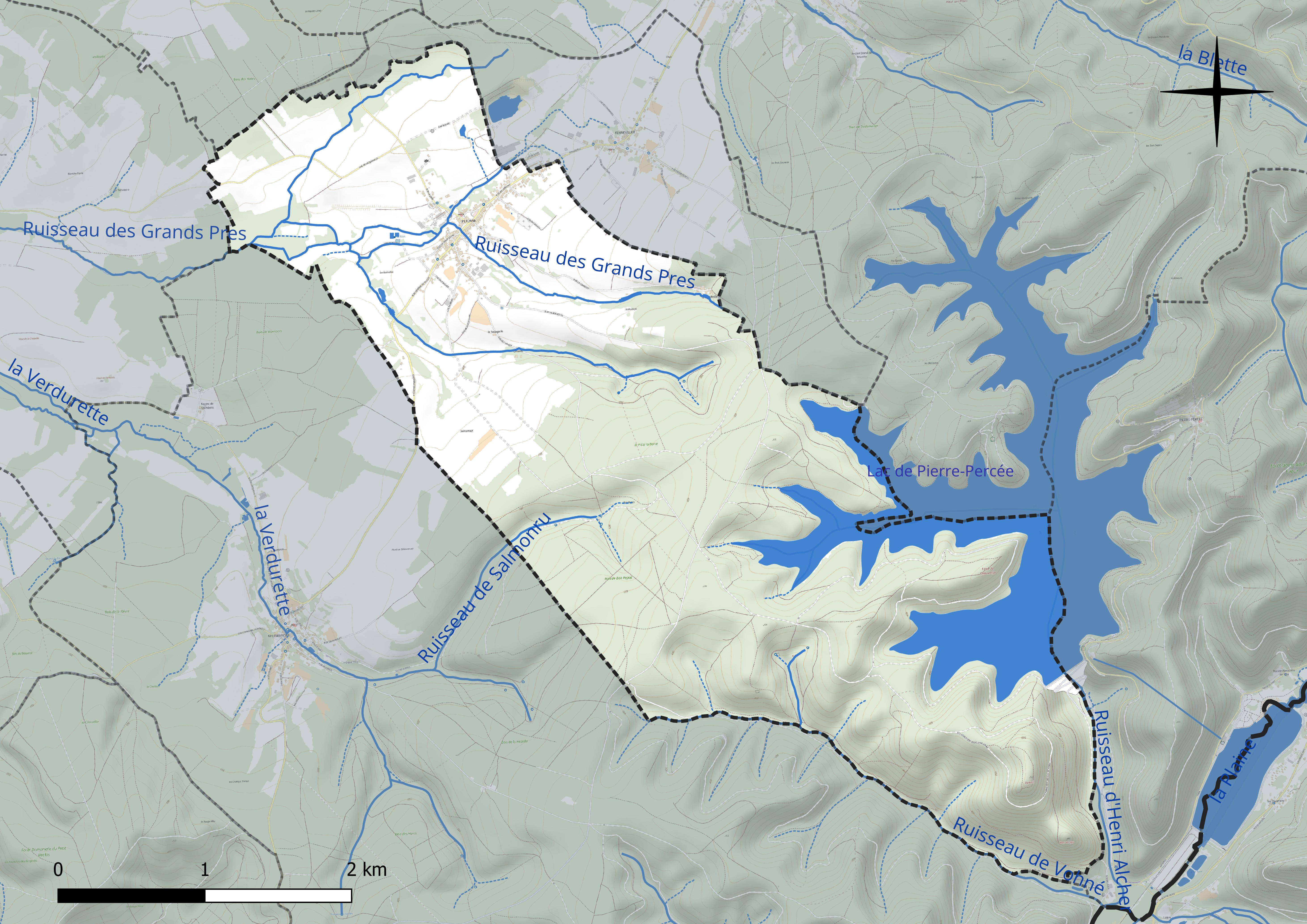
Réseau hydrographique de Pexonne.

Un plan d'eau complète le réseau hydrographique : le lac de Pierre-Percée, d'une superficie totale de 303,4 ha (110,2 ha sur la commune),.

### Climat
Pour des articles plus généraux, voir Climat du Grand Est et Climat de Meurthe-et-Moselle.
En 2010, le climat de la commune est de type climat de montagne, selon une étude du Centre national de la recherche scientifique s'appuyant sur une série de données couvrant la période 1971-2000. En 2020, Météo-France publie une typologie des climats de la France métropolitaine dans laquelle la commune est exposée à un climat semi-continental et est dans la région climatique  Vosges, caractérisée par une pluviométrie très élevée (1 500 à 2 000 mm/an) en toutes saisons et un hiver rude (moins de 1 °C). 
Pour la période 1971-2000, la température annuelle moyenne est de 9,4 °C, avec une amplitude thermique annuelle de 17 °C. Le cumul annuel moyen de précipitations est de 907 mm, avec 12,9 jours de précipitations en janvier et 9,7 jours en juillet. Pour la période 1991-2020, la température moyenne annuelle observée sur la station météorologique de Météo-France la plus proche, « Badonviller », sur la commune de Badonviller à 3 km à vol d'oiseau, est de 10,2 °C et le cumul annuel moyen de précipitations est de 1 066,3 mm. 
La température maximale relevée sur cette station est de 39,1 °C, atteinte le 4 août 2022 ; la température minimale est de −22 °C, atteinte le 14 janvier 1960,,. 
Les paramètres climatiques de la commune ont été estimés pour le milieu du siècle (2041-2070) selon différents scénarios d'émission de gaz à effet de serre à partir des nouvelles projections climatiques de référence DRIAS-2020. Ils sont consultables sur un site dédié publié par Météo-France en novembre 2022.

## Urbanisme

### Typologie
Au 1er janvier 2024, Pexonne est catégorisée commune rurale à habitat dispersé, selon la nouvelle grille communale de densité à sept niveaux définie par l'Insee en 2022.
Elle est située hors unité urbaine et hors attraction des villes,.

### Occupation des sols
L'occupation des sols de la commune, telle qu'elle ressort de la base de données européenne d’occupation biophysique des sols Corine Land Cover (CLC), est marquée par l'importance des forêts et milieux semi-naturels (63,6 % en 2018), une proportion identique à celle de 1990 (63,6 %). La répartition détaillée en 2018 est la suivante : forêts (63,5 %), zones agricoles hétérogènes (18,4 %), eaux continentales (7,4 %), terres arables (4,5 %), prairies (3,6 %), zones urbanisées (2,6 %). L'évolution de l’occupation des sols de la commune et de ses infrastructures peut être observée sur les différentes représentations cartographiques du territoire : la carte de Cassini (XVIIIe siècle), la carte d'état-major (1820-1866) et les cartes ou photos aériennes de l'IGN pour la période actuelle (1950 à aujourd'hui).

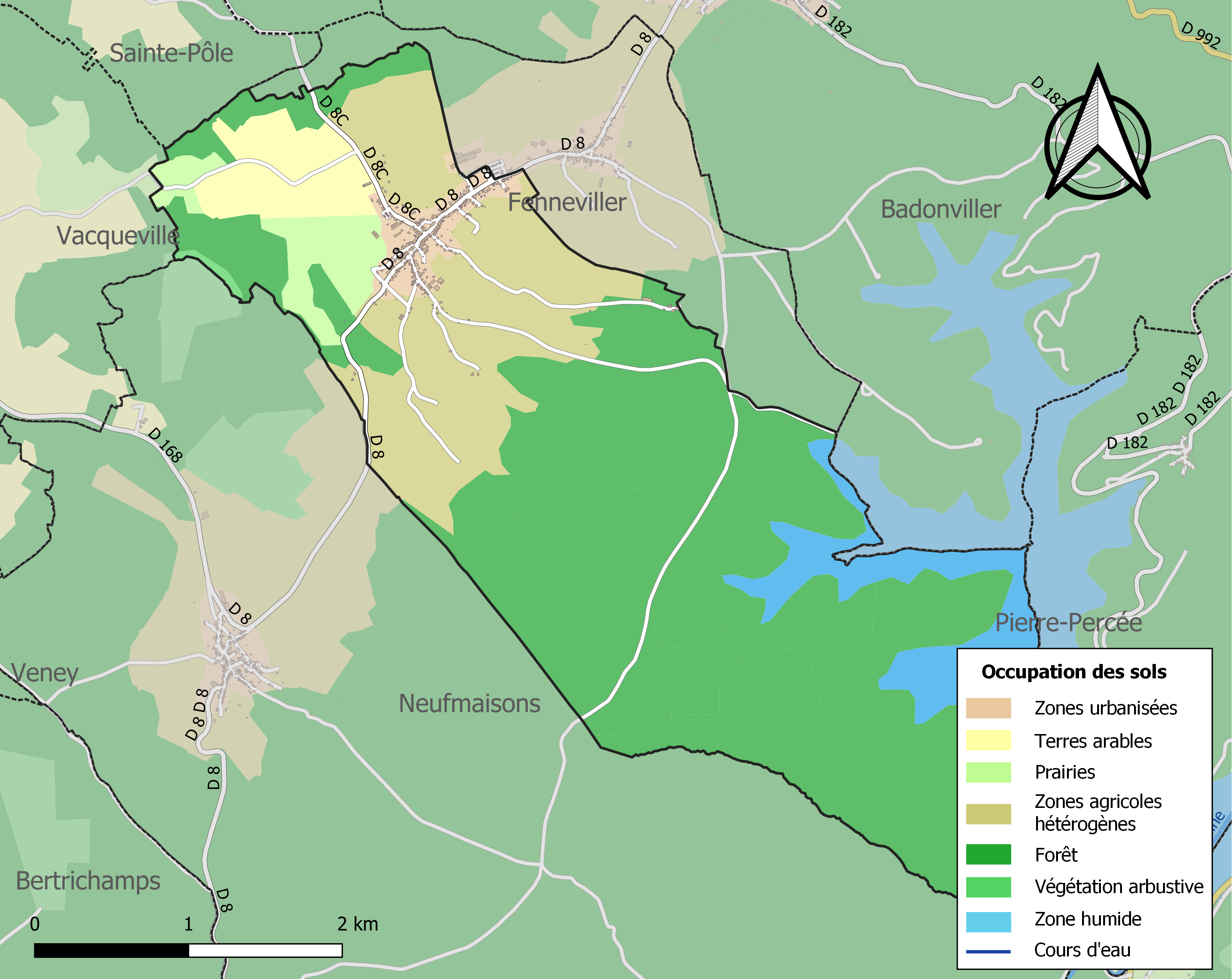
Carte des infrastructures et de l'occupation des sols de la commune en 2018 (CLC).

## Toponymie
Le nom de la localité est attesté sous les formes Petri Scamnum (XIe siècle) ; Allodium de Persomme (1147) ; Personne (1270) ; Personnes (1402) ; Perxonne (1592).

Anciennes graphies du toponyme : Personna, Péchonne, Paixonne. 
Les documents habituellement consultés en toponymie lorraine sont très prudents au sujet de cette commune (A. Dauzat, Ch Rostaing, P-H Billy, E. Nègre). 
La première forme Petri Scamnum du XIe siècle signifie « Le banc de Pierre ».
Bien que cela ne soit pas une œuvre scientifique, on doit évoquer la proximité entre le nom de la commune et ces termes anciens : pesson en ancien français, paichon dans le Morvan et paiχon¹ en vieux lorrain-roman signifient « pâture ». Henri Lepage relève que les habitants de Clézentaine et ceux de Saint-Rémy-aux-Bois payaient au duc un impôt par porc paiχonnal (par porc engraissé à la pâture forestière). Le même historien relate le passage suivant issu des comptes du domaine de Salm : « les anciens paissonnages sont tels que chacun bourgeois et habitant des mairies de Badonviller, Pexonne, Sainte-Paule et autres lieux peuvent mettre porcs de leur nourriture en la paisson des bois communaux sans en rien payer pourvu que ce soit pour le deffruit de leur ménage... » .      
En lorrain, le nom de la commune se prononçait Péχonne¹, soit très approximativement Péchonne, avec [ch] guttural et expiré.
¹ la lettre grecque [khi] écrite [χ] a ici la même prononciation que le phonème qu'elle symbolise dans le dictionnaire phonétique moderne. La mutation de cette lettre [χ] vers [x] est très fréquente dans les toponymes lorrains.

## Histoire
Un monastère était présent au Moyen Âge.
Certains attribuent le nom du village à une épidémie de choléra au XVIIe siècle, qui aurait totalement anéanti la population ("personne") ; mais cette explication ne tient pas au vu des mentions de ce lieu sous le terme Pexonne dans des actes de baptêmes (registres de Badonviller) dès 1568.
En 1890 le conseil municipal est si divisé qu'il est incapable de prendre la moindre décision. Constatant cette situation, le ministère de l'intérieur dissout l'assemblée.

### Seconde Guerre mondiale
Le 27 août 1944, les troupes allemandes, commandées par le capitaine SS Erich Wenger (de), dans le cadre de leur lutte contre la résistance, ordonnent l'arrestation de 112 personnes de la commune, dont 80 sont déportées et trois fusillées. Seule une quinzaine de personnes reviennent de déportation.
En 2023, deux petits-enfants d'Erich Wenger, qui faisaient des recherches sur leur grand-père, et un de leurs cousins, après avoir découvert sur les réseaux sociaux un groupe consacré à cet évènement et réalisé par Guillaume Maisse, auteur d'un livre sur l'histoire de cette rafle, entrent en contact avec lui et lui demandent de participer à la commémoration, qui se déroule chaque année, afin d'exprimer leur compassion et pour y rencontrer des descendants des victimes. Cette rencontre a lieu le 27 août 2023.
En 2024, 112 Stolpersteine seront posés dans le village pour les 80 ans de la rafle,.
Voir aussi
- The Times of Israël, 25 août 2024
- entretien avec Guillaume Maisse

## Politique et administration

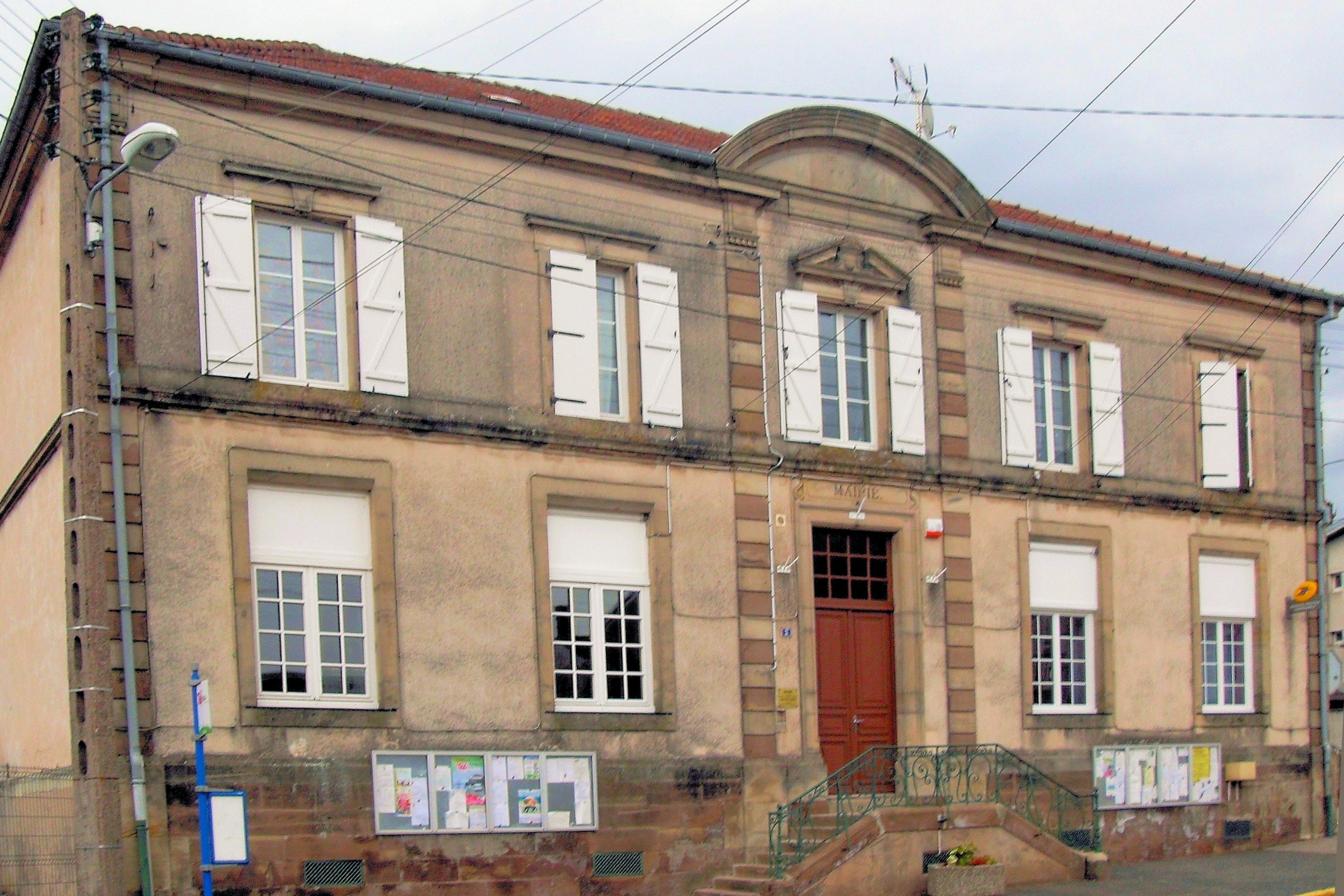
La mairie-école.

| Période                                  | Période  | Identité           | Étiquette | Qualité               |
| ---------------------------------------- | -------- | ------------------ | --------- | --------------------- |
| Les données manquantes sont à compléter. |          |                    |           |                       |
| avant 1988                               | ?        | Jean-Marie Boisset |           |                       |
| mars 2001                                | 2020     | Dominique Foinant  |           | Policier ou militaire |
| 2020                                     | En cours | Dominique Foinant  |           | Policier ou militaire |

## Population et société

### Démographie
L'évolution du nombre d'habitants est connue à travers les recensements de la population effectués dans la commune depuis 1793. Pour les communes de moins de 10 000 habitants, une enquête de recensement portant sur toute la population est réalisée tous les cinq ans, les populations de référence des années intermédiaires étant quant à elles estimées par interpolation ou extrapolation. Pour la commune, le premier recensement exhaustif entrant dans le cadre du nouveau dispositif a été réalisé en 2005.

En 2022, la commune comptait 330 habitants, en évolution de −10,57 % par rapport à 2016 (Meurthe-et-Moselle : −0,13 %, France hors Mayotte : +2,11 %).
| 1793 | 1800 | 1806 | 1821 | 1831 | 1836 | 1841 | 1846 | 1851 |
| ---- | ---- | ---- | ---- | ---- | ---- | ---- | ---- | ---- |
| 549  | 607  | 577  | 655  | 696  | 832  | 838  | 776  | 754  |

| 1856 | 1861 | 1872 | 1876 | 1881 | 1886  | 1891 | 1896  | 1901  |
| ---- | ---- | ---- | ---- | ---- | ----- | ---- | ----- | ----- |
| 693  | 733  | 663  | 691  | 741  | 1 025 | 990  | 1 057 | 1 184 |

| 1906  | 1911  | 1921 | 1926 | 1931 | 1936 | 1946 | 1954 | 1962 |
| ----- | ----- | ---- | ---- | ---- | ---- | ---- | ---- | ---- |
| 1 074 | 1 001 | 872  | 873  | 939  | 923  | 731  | 795  | 733  |

| 1968 | 1975 | 1982 | 1990 | 1999 | 2005 | 2006 | 2010 | 2015 |
| ---- | ---- | ---- | ---- | ---- | ---- | ---- | ---- | ---- |
| 683  | 554  | 474  | 446  | 410  | 389  | 388  | 411  | 373  |

| 2020 | 2022 | - | - | - | - | - | - | - |
| ---- | ---- | - | - | - | - | - | - | - |
| 339  | 330  | - | - | - | - | - | - | - |

## Culture locale et patrimoine

### Lieux et monuments
- Pierre à bassin en forêt.

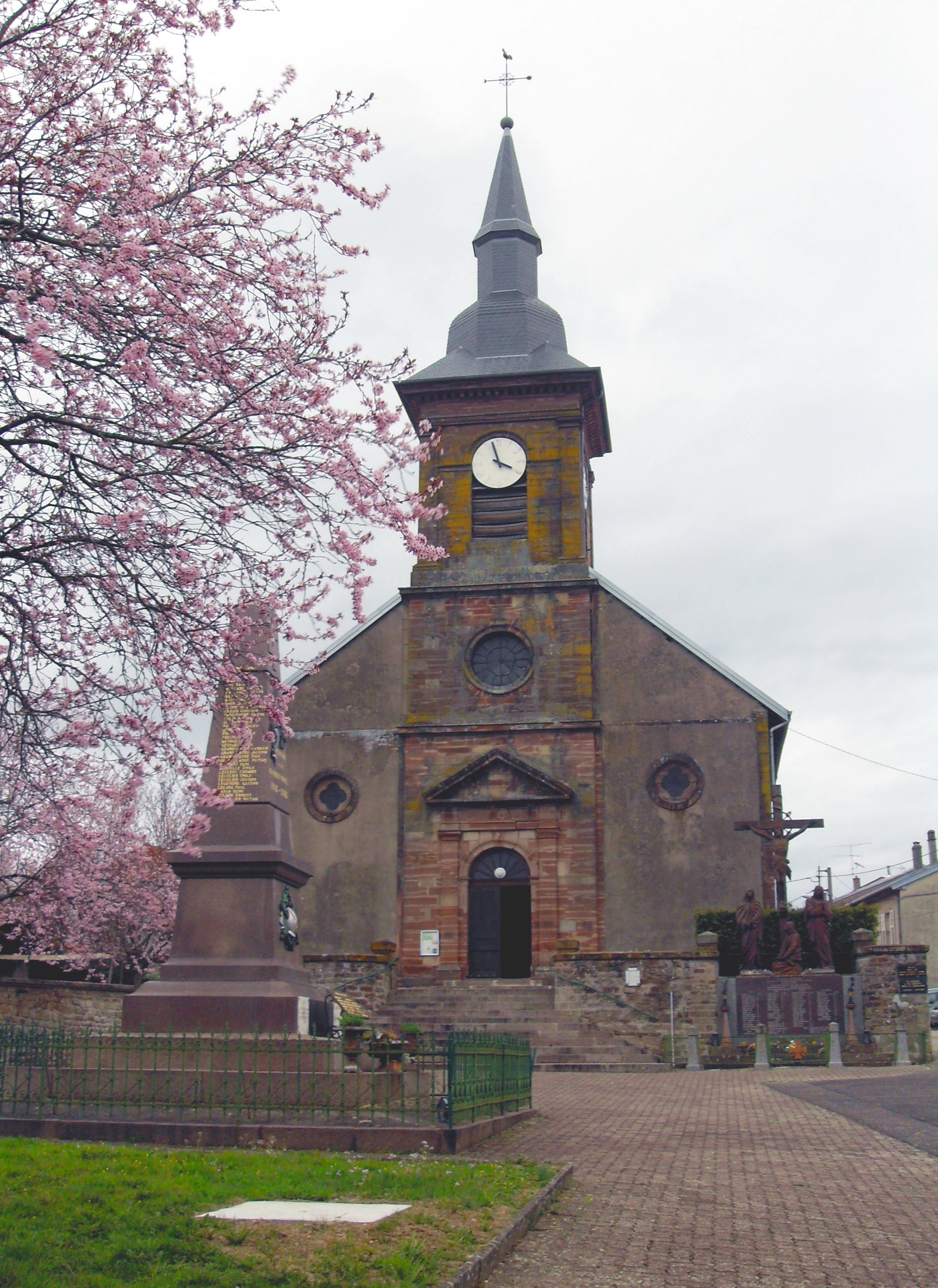
L'église Saint-Pierre-aux-Liens, côté sud-ouest.

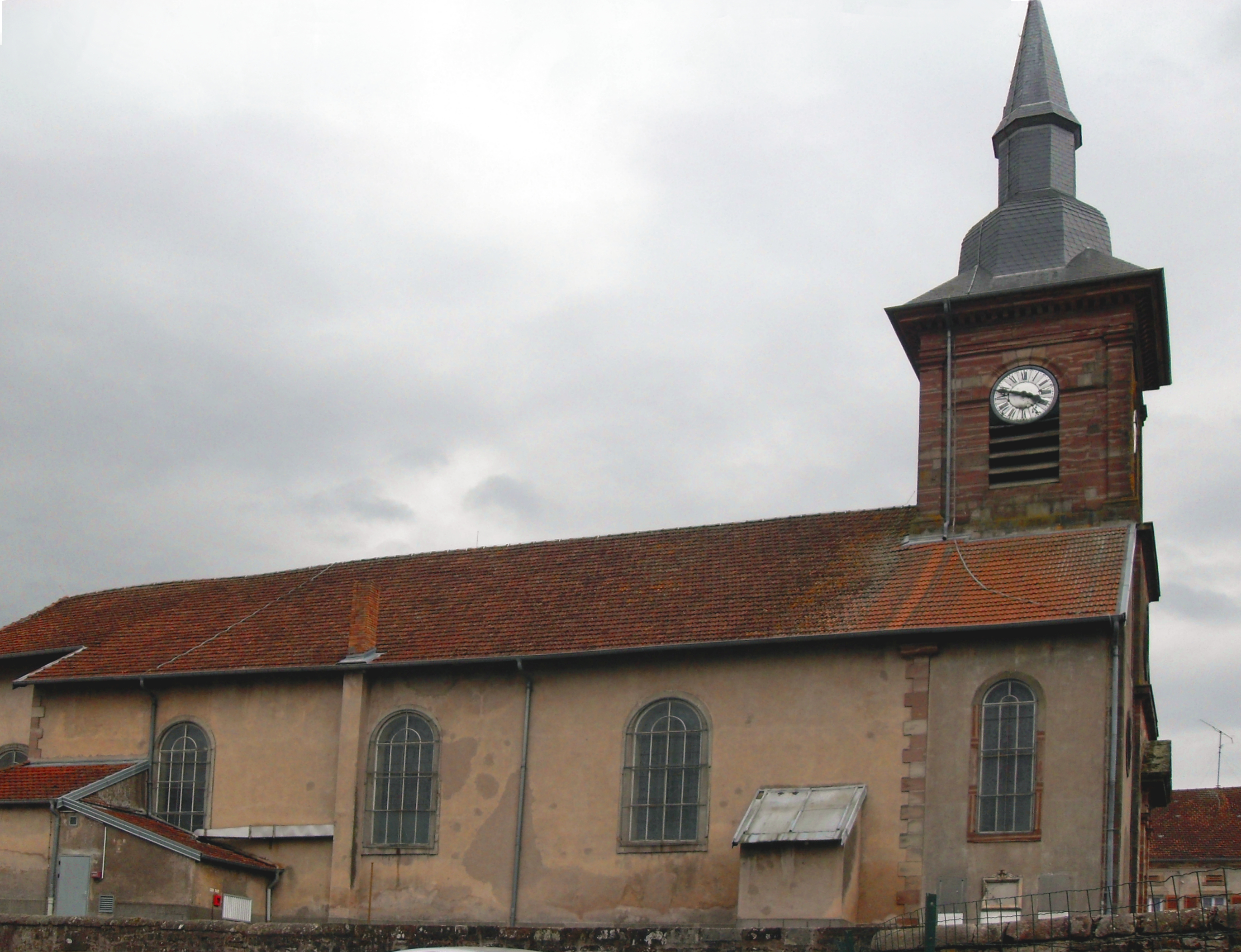
L'église Saint-Pierre-aux-Liens, côté nord-ouest.

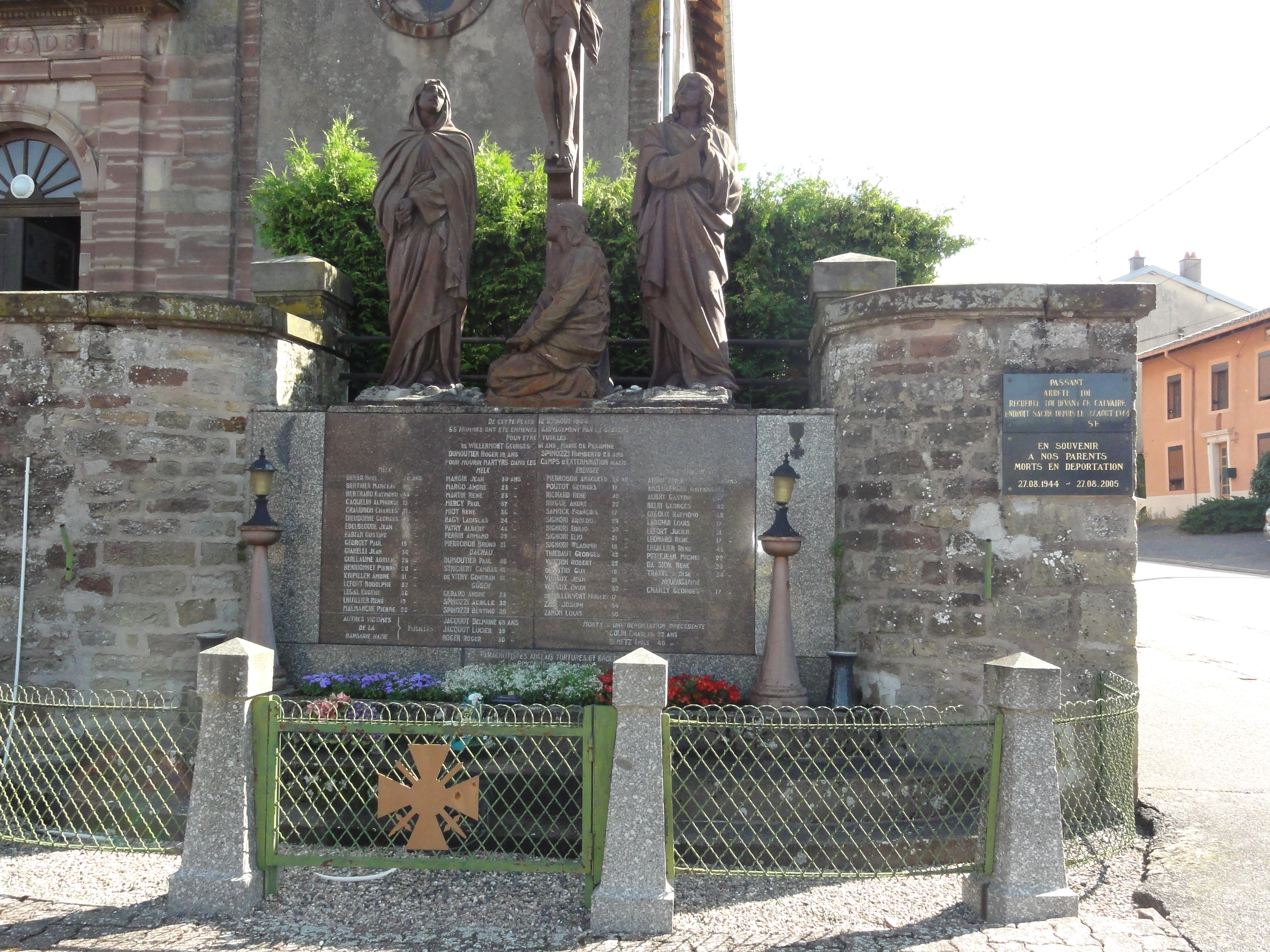
Calvaire, monument de 65 victimes civils déportés, fusillés.

- Anciens bâtiments industriels de la briqueterie (fermée) et ruines des anciennes tuilerie et faïencerie.
- Histoire de la faïencerie : elle devait déjà exister en 1690. Pierre Pellissier meurt le 25 mars 1756 était maître de la manufacture.

En 1823, Antoine Sigisbert Pacotte en était propriétaire. Source : Acte de décès de son épouse Marie Catherine Geoffroy acte 9 du registre des décès le 11 mai 1823 à Pexonne. Son ami Nicolas Fenal, ex-cultivateur à Reherey, qui avait acquis la moitié des actions en devint propriétaire. Marié à Pexonne avec Marie Catherine Sauzer le 28 janvier 1817. Leur fils Nicolas, né le 26 janvier 1818 et aîné de six enfants, crée avec deux de ses frères la société Fenal frères en 1842 : faïencerie et briqueterie. À la suite de la mort du comte Constant de Vitry d'Avaucourt époux d’Anne Marie Fenal ainsi que de leur fils, déportés le 27 août 1944, la faïencerie ferme en juillet 1954. Edmond Fenal meurt, la tuilerie continuera sous la gestion des établissements Huguenot Fenal de Pargny-sur-Saulx fabriquera entre 100 et 130 tonnes de produits par jour en 1958 et fermera au cours des années 1960. La terre de la carrière sera vendue pour monter le noyau central du barrage du vieux pré à Pierre Percée...
- Château des Champès.
- Calvaire 1948, à la mémoire des déportés du 27 août 1944.
- Église XVIIIe, remaniée XIXe : tour avec toit en bulbe ; christ en bois.
- L'église a été bénite le 4 août 1776 par Joseph Thouvenin, curé, assisté du révérend père Mecier cordelier de Raon. Le chœur de l'église a été bâti aux frais en entier du dit curé Thouvenin de Pexonne. (texte intégralement relevé sur le registre paroissial de Pexonne numérisé page 410 sur 936).

Texte relevé sur le registre numérisé des actes paroissiaux page 517 sur 936 côté gauche : La chapelle de Saint-Blaise-et-Saint Antoine a été fondée le 17 juin de l'an 1539 par François Bailly curé de Pexonne.
- Le moulin. Chemin des masures : ruines du bâtiment ou se trouvaient les premières meules à terre glaise. Après avoir été malaxée et homogénéisée, cette terre servait à fabriquer les briques émaillées pour le fourneaux de faïence. Coordonnées géographiques : 48° 28′ 53″ N, 6° 51′ 21″ E.

### Personnalités liées à la commune
- Dominique Boulanger, (1690- + 12 mars 1740), curé de Pexonne de 1713 à 1740.
- Henri Carpentier, faïencier à la Manufacture (1690- + 12 janvier 1760).
- Simon Clément Berceau, prêtre et curé de Pexonne (1704- + 7 août 1746).
- Famille Fenal 1819 à vers 1960.

### Héraldique, logotype et devise
| Blason de Pexonne | Blason  | Parti : au premier d'or à la bande de gueules chargée de trois alérions d'argent au second de gueules aux deux saumons adossés d'or accompagnés de quatre croisettes recroisetées au pied fiché du même, sur le tout d'azur aux deux clefs d'or passés en sautoir. |
| Blason de Pexonne | Détails | Cet écu est parti de Lorraine et de Salm pour symboliser les anciens seigneurs du lieu. Les clefs sont de saint Pierre, patron de la paroisse. Le statut officiel du blason reste à déterminer.                                                                    |